# Gerstfeldtiancylus
Gerstfeldtiancylus is een geslacht van weekdieren uit de klasse van de Gastropoda (slakken).

## Soort
- Gerstfeldtiancylus ushunensis Shirokaya, 2007